# Coppa del Mondo di rugby a 13 2021
La Coppa del Mondo di rugby a 13 2021 (in inglese 2021 Rugby League World Cup) fu la sedicesima edizione della massima competizione mondiale di rugby a 13.
Inizialmente destinata a disputarsi dal 23 ottobre al 27 novembre 2021, venne poi posticipata all'anno successivo (dal 15 ottobre al 19 novembre) a causa della Pandemia di Covid-19. Location della competizione fu l'Inghilterra, e vi parteciparono 16 squadre, due in più rispetto alle ultime due edizioni disputate.

## Federazione organizzatrice
Inizialmente sono state avanzate tre distinte offerte per ospitare la Coppa del Mondo 2021 da Inghilterra, Emirati Arabi Uniti, e congiuntamente da Stati Uniti d'America e Canada. In seguito all'arresto di Sol Mokdad, dirigente attivo nella promozione del rugby a 13 negli Emirati Arabi Uniti entrato in contrasto con la federazione di rugby ufficiale emiratina, la candidatura degli Emirati Arabi Uniti è stata cancellata.
La RFL inglese ha ricevuto il supporto economico dal governo britannico e ha manifestato l'intenzione di organizzare il torneo più grande e più visto nella storia di questo sport attraendo un milione di spettatori.
Gli Stati Uniti d'America, mettendo a disposizione impianti già usati nella National Football League e nella Major League Soccer, si sono proposti per ospitare la prima edizione del torneo mai disputata al di fuori di Europa e Australasia. Insieme agli USA si è poi associato anche il Canada, indicando come potenziali sedi le città di Vancouver e di Toronto.
Il 27 ottobre 2016 la RLIF ha annunciato l'assegnazione dei diritti di Paese organizzatore all'Inghilterra. Il sorteggio dei gironi della Coppa del Mondo è stato condotto a Buckingham Palace in presenza del principe Harry.

## Squadre partecipanti
Le otto squadre giunte ai quarti di finale della precedente edizione della Coppa del Mondo sono automaticamente qualificate per questa edizione del torneo. La suddivisione complessiva dei posti, in base al continente di provenienza, è stata la seguente: 6 squadre dall'Europa (esclusa la nazione ospitante), 6 dall'Asia/Pacifico, 1 dal Medio Oriente/Africa, 1 dalle Americhe, e un'altra vincitrice di un play off intercontinentale. Le fasi di qualificazione sono iniziate il 16 giugno 2018 e si sono concluse il 16 novembre 2019.
Le seguenti squadre si sono qualificate automaticamente:
- Australia
- Figi
- Inghilterra (Paese organizzatore)
- Libano
- Nuova Zelanda
- Papua Nuova Guinea
- Samoa
- Tonga

Le seguenti squadre si sono qualificate dopo avere superato una fase di qualificazione:
- Europa
  -  Francia
  -  Galles
  -  Grecia
  -  Irlanda
  -  Italia
  -  Scozia
- Asia/Pacifico
  -  Isole Cook
- Americhe
  -  Giamaica

## Stadi
Il 29 gennaio 2019 furono annunciati i 18 stadi che avrebbero ospitato la Coppa del Mondo 2021. Il Workington Community Stadium, stadio che doveva essere di nuova costruzione, non fu più portato a termine dopo l'insediamento del nuovo Consiglio del borough di Allerdale nel 2019 e fu successivamente sostituito dal Kingston Park di Newcastle upon Tyne. Inoltre, a seguito del rinvio di un anno della competizione, alcuni stadi inizialmente proposti (tra cui l'Anfield di Liverpool) ritirarono la propria candidatura, portando il numero complessivo di impianti a 17 con l'aggiunta del DW Stadium di Wigan.
| Manchester             | Londra           | Newcastle               | Leeds                        |
| Old Trafford           | Emirates Stadium | St James' Park          | Elland Road                  |
| ---------------------- | ---------------- | ----------------------- | ---------------------------- |
| Capacità: 74 994       | Capacità: 60 260 | Capacità: 52 405        | Capacità: 37 890             |
|                        |                  |                         |                              |
| Middlesbrough          | Sheffield        | Coventry                | Bolton                       |
| Riverside Stadium      | Bramall Lane     | Ricoh Arena             | University of Bolton Stadium |
| Capacità: 34 742       | Capacità: 32 702 | Capacità: 32 609        | Capacità: 28 723             |
|                        |                  |                         |                              |
| Kingston upon Hull     | Wigan            | Huddersfield            | Leeds                        |
| KC Stadium             | DW Stadium       | Kirklees Stadium        | Headingley Stadium           |
| Capacità: 25 586       | Capacità: 25 138 | Capacità: 24 500        | Capacità: 21 062             |
|                        |                  |                         |                              |
| St Helens              | Doncaster        | Warrington              | Leigh                        |
| Totally Wicked Stadium | Keepmoat Stadium | Halliwell Jones Stadium | Leigh Sports Village         |
| Capacità: 18 000       | Capacità: 15 231 | Capacità: 15 200        | Capacità: 12 000             |
|                        |                  |                         |                              |
| Newcastle              |                  |                         |                              |
| Kingston Park          |                  |                         |                              |
| Capacità: 10 200       |                  |                         |                              |
|                        |                  |                         |                              |

## Fase a gironi

### Girone A
| Newcastle upon Tyne 15 ottobre 2022, ore 14:30 UTC+1 | Inghilterra | 60 – 6 | Samoa | St James' Park |

| Doncaster 17 ottobre 2022, ore 19:30 UTC+1 | Francia | 34 – 12 | Grecia | Keepmoat Stadium |

| Bolton 22 ottobre 2022, ore 17:00 UTC+1 | Inghilterra | 42 – 18 | Francia | University of Bolton Stadium |

| Doncaster 23 ottobre 2022, ore 17:00 UTC+1 | Samoa | 72 – 4 | Grecia | Keepmoat Stadium |

| Sheffield 29 ottobre 2022, ore 14:30 UTC+1 | Inghilterra | 94 – 4 | Grecia | Bramall Lane |

| Warrington 30 ottobre 2022, ore 17:00 UTC+0 | Samoa | 62 – 4 | Francia | Halliwell Jones Stadium |

#### Classifica
| Squadra     | Giocate | Vinte | Pareggiate | Perse | A favore | Contro | Differenza | Punti |
| ----------- | ------- | ----- | ---------- | ----- | -------- | ------ | ---------- | ----- |
| Inghilterra | 3       | 3     | 0          | 0     | 196      | 28     | +168       | 6     |
| Samoa       | 3       | 2     | 0          | 1     | 140      | 68     | +72        | 4     |
| Francia     | 3       | 1     | 0          | 2     | 56       | 116    | -60        | 2     |
| Grecia      | 3       | 0     | 0          | 3     | 20       | 200    | -180       | 0     |

### Girone B
| Leeds 15 ottobre 2022, ore 19:30 UTC+1 | Australia | 42 – 8 | Figi | Headingley Stadium |

| Newcastle 16 ottobre 2022, ore 14:30 UTC+1 | Scozia | 4 – 28 | Italia | Kingston Park |

| Coventry 21 ottobre 2022, ore 19:30 UTC+1 | Australia | 84 – 0 | Scozia | Ricoh Arena |

| Newcastle 22 ottobre 2022, ore 14:30 UTC+1 | Figi | 60 – 4 | Italia | Kingston Park |

| Newcastle 29 ottobre 2022, ore 17:00 UTC+1 | Figi | 30 – 14 | Scozia | Kingston Park |

| St Helens 29 ottobre 2022, ore 19:30 UTC+1 | Australia | 66 – 6 | Italia | Totally Wicked Stadium |

#### Classifica
| Squadra   | Giocate | Vinte | Pareggiate | Perse | A favore | Contro | Differenza | Punti |
| --------- | ------- | ----- | ---------- | ----- | -------- | ------ | ---------- | ----- |
| Australia | 3       | 3     | 0          | 0     | 192      | 14     | +178       | 6     |
| Figi      | 3       | 2     | 0          | 1     | 98       | 60     | +38        | 4     |
| Italia    | 3       | 1     | 0          | 2     | 38       | 130    | -92        | 2     |
| Scozia    | 3       | 0     | 0          | 3     | 18       | 142    | -124       | 0     |

### Girone C
| Leeds 16 ottobre 2022, ore 17:00 UTC+1 | Giamaica | 2 – 48 | Irlanda | Headingley Stadium |

| Warrington 16 ottobre 2022, ore 19:30 UTC+1 | Nuova Zelanda | 34 – 12 | Libano | Halliwell Jones Stadium |

| Kingston upon Hull 22 ottobre 2022, ore 19:30 UTC+1 | Nuova Zelanda | 68 – 6 | Giamaica | KC Stadium |

| Leigh 23 ottobre 2022, ore 14:30 UTC+1 | Libano | 32 – 14 | Irlanda | Leigh Sports Village |

| Leeds 28 ottobre 2022, ore 19:30 UTC+1 | Nuova Zelanda | 48 – 10 | Irlanda | Headingley Stadium |

| Leigh 30 ottobre 2022, ore 12:00 UTC+0 | Libano | 74 – 12 | Giamaica | Leigh Sports Village |

#### Classifica
| Squadra       | Giocate | Vinte | Pareggiate | Perse | A favore | Contro | Differenza | Punti |
| ------------- | ------- | ----- | ---------- | ----- | -------- | ------ | ---------- | ----- |
| Nuova Zelanda | 3       | 3     | 0          | 0     | 150      | 28     | +122       | 6     |
| Libano        | 3       | 2     | 0          | 1     | 118      | 60     | +58        | 4     |
| Irlanda       | 3       | 1     | 0          | 2     | 72       | 82     | -10        | 2     |
| Giamaica      | 3       | 0     | 0          | 3     | 20       | 190    | -170       | 0     |

### Girone D
| St Helens 18 ottobre 2022, ore 19:30 UTC+1 | Tonga | 24 – 18 | Papua Nuova Guinea | Totally Wicked Stadium |

| Leigh 19 ottobre 2022, ore 19:30 UTC+1 | Galles | 12 – 18 | Isole Cook | Leigh Sports Village |

| St Helens 24 ottobre 2022, ore 19:30 UTC+1 | Tonga | 32 – 6 | Galles | Totally Wicked Stadium |

| Warrington 25 ottobre 2022, ore 19:30 UTC+1 | Papua Nuova Guinea | 32 – 16 | Isole Cook | Halliwell Jones Stadium |

| Middlesbrough 30 ottobre 2022, ore 14:30 UTC+0 | Tonga | 92 – 10 | Isole Cook | Riverside Stadium |

| Doncaster 31 ottobre 2022, ore 19:30 UTC+0 | Papua Nuova Guinea | 36 – 0 | Galles | Keepmoat Stadium |

#### Classifica
| Squadra            | Giocate | Vinte | Pareggiate | Perse | A favore | Contro | Differenza | Punti |
| ------------------ | ------- | ----- | ---------- | ----- | -------- | ------ | ---------- | ----- |
| Tonga              | 3       | 3     | 0          | 0     | 148      | 34     | +114       | 6     |
| Papua Nuova Guinea | 3       | 2     | 0          | 1     | 86       | 40     | +46        | 4     |
| Isole Cook         | 3       | 1     | 0          | 2     | 44       | 136    | -92        | 2     |
| Galles             | 3       | 0     | 0          | 3     | 18       | 86     | -68        | 0     |

## Fase ad eliminazione diretta

### Tabellone
|  | Quarti di finale   | Quarti di finale   | Quarti di finale |               |             | Semifinali  | Semifinali | Semifinali |  |  | Finale | Finale | Finale |  |
|  |                    |                    |                  |               |             |             |            |            |  |  |        |        |        |  |
|  | Australia          | Australia          | 48               |               |             |             |            |            |  |  |        |        |        |  |
|  | Australia          | Australia          | 48               |               |             |             |            |            |  |  |        |        |        |  |
|  | Libano             | Libano             | 4                |               |             |             |            |            |  |  |        |        |        |  |
|  | Libano             | Libano             | 4                |               | Australia   | Australia   | 16         |            |  |  |        |        |        |  |
|  |                    |                    |                  |               | Australia   | Australia   | 16         |            |  |  |        |        |        |  |
|  |                    |                    | Nuova Zelanda    | Nuova Zelanda | 14          |             |            |            |  |  |        |        |        |  |
|  | Nuova Zelanda      | Nuova Zelanda      | Nuova Zelanda    | Nuova Zelanda | 14          | 24          |            |            |  |  |        |        |        |  |
|  | Nuova Zelanda      | Nuova Zelanda      |                  |               |             |             |            |            |  |  |        |        |        |  |
|  | Figi               | Figi               | 18               |               |             |             |            |            |  |  |        |        |        |  |
|  | Figi               | Figi               | 18               |               | Australia   | Australia   | 30         |            |  |  |        |        |        |  |
|  |                    |                    |                  |               |             |             |            |            |  |  |        |        |        |  |
|  |                    |                    | Samoa            | Samoa         | 10          |             |            |            |  |  |        |        |        |  |
|  | Inghilterra        | Inghilterra        | Samoa            | Samoa         | 10          | 46          |            |            |  |  |        |        |        |  |
|  | Inghilterra        | Inghilterra        |                  |               |             |             |            |            |  |  |        |        |        |  |
|  | Papua Nuova Guinea | Papua Nuova Guinea | 6                |               |             |             |            |            |  |  |        |        |        |  |
|  | Papua Nuova Guinea | Papua Nuova Guinea | 6                |               | Inghilterra | Inghilterra | 26         |            |  |  |        |        |        |  |
|  |                    |                    |                  |               | Inghilterra | Inghilterra | 26         |            |  |  |        |        |        |  |
|  |                    |                    | Samoa            | Samoa         | 27          |             |            |            |  |  |        |        |        |  |
|  | Tonga              | Tonga              | Samoa            | Samoa         | 27          | 18          |            |            |  |  |        |        |        |  |
|  | Tonga              | Tonga              |                  |               |             |             |            |            |  |  |        |        |        |  |
|  | Samoa              | Samoa              | 20               |               |             |             |            |            |  |  |        |        |        |  |